# Грин, Донте
Донте Доминик Грин (англ. Donté Dominic Greene; род. 21 февраля 1988, Мюнхен) — американский профессиональный баскетболист, выступавший в НБА. Играл на позиции лёгкого форварда. После года, проведённого в Сирукзском университете, Грин был выбран под 28-м номером на драфте НБА 2008 года командой «Мемфис Гриззлис».

## Ранние годы
Грин родился в Мюнхене в семье Дональда и Эйприл Грин, у него есть младший брат Д’метрик и младшая сестра Дения. До трёх лет Донте прожил в Германии, затем с семьёй переехал в США, некоторое время жил в Японии, когда его мать работала в Агентстве национальной безопасности. Грин учился в католической школе Таусона в Балтиморе и был ведущим игроком школьной баскетбольной команды. В выпускном классе он в среднем за игру набирал 18,4 очка, делал 6,8 подборов, 3 передачи, 2,1 перехват и 4,3 блок-шота. В 2007 году Грин участвовал в организованных McDonald's и Jordan Brand матчах всех звёзд школьной лиги, причём во втором разделил звание самого ценного игрока с Кори Фишером. Донте числился в десятке самых перспективных игроков из выпускников 2007 года.
После окончания школы Грин поступил в Сиракузский университет, где сразу же получил место в стартовой пятёрке баскетбольной команды. Он сыграл 35 игр, в которых в среднем набирал 17,7 очков и делал 7,2 подбора, став первым со времён Кармело Энтони первокурсником, которому удалось лидировать в команде по набранным очкам. Также Грин установил рекорд для новичков университета по количеству трёхочковых бросков, реализованных за сезон. По итогам сезона он был включён в сборную новичков конференции Big East.

## Профессиональная карьера
На драфте НБА 2008 года Грин был выбран под 28-м номером командой «Мемфис Гриззлис» и на следующий день после драфта обменян в «Хьюстон Рокетс». Он подписал с «Рокетс» контракт 15 июня 2008 года и играл за этот клуб в летней лиге. 30 июля 2008 года его вместе с Бобби Джексоном, правом выбора в первом раунде драфта 2009 года и денежной компенсацией в размере миллиона долларов отправили в «Сакраменто Кингз» в обмен на Рона Артеста. Сделка была официально оформлена 14 августа, по истечении месяца после заключения Грином контракта.
10 января 2009 года Грин был отправлен в команду Лиги развития НБА «Рино Бигхорнс». Он отыграл за команду 5 игр, в которых в среднем набирал по 20,4 очка. 17 января он был возвращён в состав «Кингс». Летом 2012 года, после четырёх лет в «Кингс», Грин стал свободным агентом.

## Международная карьера
26 июня 2006 года Грин был включён в составе сборной США среди юношей до 18 лет. В том году он помог команде выиграть чемпионат Америки в своей возрастной категории, проходивший в Сан-Антонио. В 2007 году на чемпионате мира среди юношей до 19 лет в Нови-Саде Грин сыграл семь игр, набирая в среднем по 4,3 очка и делая 1,5 подборов. Американская сборная завоевала серебряную медаль, уступив в финале команде Сербии.

## Статистика

### Статистика в НБА
| Сезон                                                                                    | Команда    | Регулярный сезон | Регулярный сезон | Регулярный сезон | Регулярный сезон | Регулярный сезон | Регулярный сезон | Регулярный сезон | Регулярный сезон | Регулярный сезон | Регулярный сезон | Регулярный сезон | Серия плей-офф | Серия плей-офф | Серия плей-офф | Серия плей-офф | Серия плей-офф | Серия плей-офф | Серия плей-офф | Серия плей-офф | Серия плей-офф | Серия плей-офф | Серия плей-офф |
| Сезон                                                                                    | Команда    | GP               | GS               | MPG              | FG%              | 3P%              | FT%              | RPG              | APG              | SPG              | BPG              | PPG              | GP             | GS             | MPG            | FG%            | 3P%            | FT%            | RPG            | APG            | SPG            | BPG            | PPG            |
| ---------------------------------------------------------------------------------------- | ---------- | ---------------- | ---------------- | ---------------- | ---------------- | ---------------- | ---------------- | ---------------- | ---------------- | ---------------- | ---------------- | ---------------- | -------------- | -------------- | -------------- | -------------- | -------------- | -------------- | -------------- | -------------- | -------------- | -------------- | -------------- |
| 2008/09                                                                                  | Сакраменто | 55               | 4                | 13,2             | 32,6             | 26,0             | 85,3             | 1,6              | 0,5              | 0,3              | 0,3              | 3,8              | Не участвовал  | Не участвовал  | Не участвовал  | Не участвовал  | Не участвовал  | Не участвовал  | Не участвовал  | Не участвовал  | Не участвовал  | Не участвовал  | Не участвовал  |
| 2009/10                                                                                  | Сакраменто | 76               | 50               | 21,5             | 44,1             | 37,7             | 64,3             | 3,1              | 0,9              | 0,5              | 0,7              | 8,5              | Не участвовал  | Не участвовал  | Не участвовал  | Не участвовал  | Не участвовал  | Не участвовал  | Не участвовал  | Не участвовал  | Не участвовал  | Не участвовал  | Не участвовал  |
| 2010/11                                                                                  | Сакраменто | 69               | 21               | 16,3             | 40,4             | 29,2             | 66,2             | 2,1              | 0,7              | 0,5              | 0,3              | 5,8              | Не участвовал  | Не участвовал  | Не участвовал  | Не участвовал  | Не участвовал  | Не участвовал  | Не участвовал  | Не участвовал  | Не участвовал  | Не участвовал  | Не участвовал  |
| 2011/12                                                                                  | Сакраменто | 53               | 7                | 14,7             | 40,6             | 23,8             | 80,0             | 2,5              | 0,6              | 0,3              | 0,5              | 5,4              | Не участвовал  | Не участвовал  | Не участвовал  | Не участвовал  | Не участвовал  | Не участвовал  | Не участвовал  | Не участвовал  | Не участвовал  | Не участвовал  | Не участвовал  |
|                                                                                          | Всего      | 253              | 82               | 16,8             | 40,6             | 30,4             | 70,1             | 2,4              | 0,7              | 0,4              | 0,5              | 6,1              | Не участвовал  | Не участвовал  | Не участвовал  | Не участвовал  | Не участвовал  | Не участвовал  | Не участвовал  | Не участвовал  | Не участвовал  | Не участвовал  | Не участвовал  |
| Наведите курсор мыши на аббревиатуры в заголовке таблицы, чтобы прочесть их расшифровку. |            |                  |                  |                  |                  |                  |                  |                  |                  |                  |                  |                  |                |                |                |                |                |                |                |                |                |                |                |

### Статистика в Джи-Лиге
| Сезон                                                                                    | Команда       | Регулярный сезон | Регулярный сезон | Регулярный сезон | Регулярный сезон | Регулярный сезон | Регулярный сезон | Регулярный сезон | Регулярный сезон | Регулярный сезон | Регулярный сезон | Регулярный сезон | Серия плей-офф | Серия плей-офф | Серия плей-офф | Серия плей-офф | Серия плей-офф | Серия плей-офф | Серия плей-офф | Серия плей-офф | Серия плей-офф | Серия плей-офф | Серия плей-офф |
| Сезон                                                                                    | Команда       | GP               | GS               | MPG              | FG%              | 3P%              | FT%              | RPG              | APG              | SPG              | BPG              | PPG              | GP             | GS             | MPG            | FG%            | 3P%            | FT%            | RPG            | APG            | SPG            | BPG            | PPG            |
| ---------------------------------------------------------------------------------------- | ------------- | ---------------- | ---------------- | ---------------- | ---------------- | ---------------- | ---------------- | ---------------- | ---------------- | ---------------- | ---------------- | ---------------- | -------------- | -------------- | -------------- | -------------- | -------------- | -------------- | -------------- | -------------- | -------------- | -------------- | -------------- |
| 2008/09                                                                                  | Рино Бигхорнс | 5                | 0                | 31,8             | 44,6             | 27,6             | 69,0             | 4,2              | 2,0              | 1,2              | 1,2              | 20,4             | Не участвовал  | Не участвовал  | Не участвовал  | Не участвовал  | Не участвовал  | Не участвовал  | Не участвовал  | Не участвовал  | Не участвовал  | Не участвовал  | Не участвовал  |
|                                                                                          | Всего         | 5                | 0                | 31,8             | 44,6             | 27,6             | 69,0             | 4,2              | 2,0              | 1,2              | 1,2              | 20,4             | Не участвовал  | Не участвовал  | Не участвовал  | Не участвовал  | Не участвовал  | Не участвовал  | Не участвовал  | Не участвовал  | Не участвовал  | Не участвовал  | Не участвовал  |
| Наведите курсор мыши на аббревиатуры в заголовке таблицы, чтобы прочесть их расшифровку. |               |                  |                  |                  |                  |                  |                  |                  |                  |                  |                  |                  |                |                |                |                |                |                |                |                |                |                |                |

### Статистика в NCAA
| Сезон | Команда  | Conf     | Class | GP | GS | MPG  | FG%  | 3P%  | FT%  | RPG | APG | SPG | BPG | PPG  |
| --- | -------- | -------- | ----- | -- | -- | ---- | ---- | ---- | ---- | --- | --- | --- | --- | ---- |
| 2007/08 | Сиракьюс | Big East | FR    | 35 | 35 | 35,8 | 41,8 | 34,5 | 70,7 | 7,2 | 2,0 | 1,3 | 1,6 | 17,7 |
| Всего | Всего    | Всего    | Всего | 35 | 35 | 35,8 | 41,8 | 34,5 | 70,7 | 7,2 | 2,0 | 1,3 | 1,6 | 17,7 |
| Наведите курсор мыши на аббревиатуры в заголовке таблицы, чтобы прочесть их расшифровку Статистика приведена с сайта sports-reference.com |          |          |       |    |    |      |      |      |      |     |     |     |     |      |

### Статистика в других лигах
| Сезон | Команда                 | Лига                  | GP | GS | MPG  | FG%  | 3P%  | FT%  | RPG  | APG | SPG | BPG | PFL | TOV | PPG  |
| --- | ----------------------- | --------------------- | -- | -- | ---- | ---- | ---- | ---- | ---- | --- | --- | --- | --- | --- | ---- |
| 2012/13 | Атлетикос де Сан-Херман | Чемпионат Пуэрто-Рико | 1  | 1  | 21,5 | 15,4 | 20,0 | -    | 3,0  | 1,0 | 1,0 | 0,0 | 3,0 | 2,0 | 6,0  |
| 2013/14 | Шэньчжэнь Авиаторс      | КБА                   | 41 | 1  | 29,2 | 43,7 | 30,7 | 75,2 | 7,8  | 1,8 | 1,1 | 1,3 | 4,0 | 2,3 | 19,6 |
| 2016/17 | Все клубы               | Все лиги              | 10 | 10 | 32,2 | 40,6 | 39,0 | 72,1 | 11,6 | 2,0 | 0,8 | 1,1 | 3,3 | 2,6 | 25,4 |
| 2016/17 | Капитанес де Аресибо    | Лига ФИБА Америка     | 3  | 3  | 27,4 | 35,9 | 33,3 | 75,0 | 5,0  | 1,0 | 0,7 | 0,3 | 1,7 | 3,0 | 17,0 |
| 2016/17 | Тропанг ТНТ             | Чемпионат Филиппин    | 7  | 7  | 34,2 | 41,7 | 40,3 | 70,3 | 14,4 | 2,4 | 0,9 | 1,4 | 4,0 | 2,4 | 29,0 |
| 2017/18 | Аль-Рияди               | Чемпионат Ливана      | 26 | 18 | 27,3 | 42,1 | 30,1 | 76,6 | 6,5  | 2,1 | 0,8 | 0,9 | 1,9 | 1,8 | 13,4 |
| 2019/20 | Шампвиль                | Чемпионат Ливана      | 1  | 0  | 8,1  | 66,7 | 50,0 | -    | 1,0  | 1,0 | 0,0 | 0,0 | 0,0 | 0,0 | 5,0  |
| Всего | Всего                   | Всего                 | 79 | 30 | 28,6 | 42,4 | 31,8 | 74,9 | 7,7  | 1,9 | 1,0 | 1,1 | 3,2 | 2,1 | 17,9 |
| В чемпионате Ливана | В чемпионате Ливана     | В чемпионате Ливана   | 27 | 18 | 26,6 | 42,3 | 30,3 | 76,6 | 6,3  | 2,0 | 0,8 | 0,9 | 1,8 | 1,7 | 13,1 |
| Наведите курсор мыши на аббревиатуры в заголовке таблицы, чтобы прочесть их расшифровку Статистика приведена с сайта basketball.realgm.com |                         |                       |    |    |      |      |      |      |      |     |     |     |     |     |      |